# Yorick van Wageningen
Yorick van Wageningen (Baarn, 16 aprile 1964) è un attore olandese.

## Biografia
Ha iniziato la sua carriera nel 1989 ed ha preso parte in diversi film olandesi ma anche americani, come Amore senza confini con Clive Owen e Angelina Jolie. Ha inoltre partecipato al film italiano Last Summer di Leonardo Guerra Seràgnoli a fianco dell'attrice candidata al premio Oscar Rinko Kikuchi.

## Filmografia parziale
- Amore senza confini (Beyond Borders), regia di Martin Campbell (2003)
- The Chronicles of Riddick, regia di David Twohy (2004)
- The New World - Il nuovo mondo (The New World), regia di Terrence Malick (2005)
- Il cammino per Santiago (The Way), regia di Emilio Estevez (2010)
- Millennium - Uomini che odiano le donne (The Girl with the Dragon Tattoo), regia di David Fincher (2011)
- 47 Ronin, regia di Carl Rinsch (2013)
- Last Summer, regia di Leonardo Guerra Seràgnoli (2014)
- Blackhat, regia di Michael Mann (2015)
- Papillon, regia di Michael Noer (2017)
- La lettera di fuoco, regia di Dennis Bots (2017)
- Escape Room, regia di Adam Robitel (2019)
- Escape Room 2 - Gioco mortale (Escape Room: Tournament of Champions), regia di Adam Robitel (2021)

## Doppiatori italiani
Nelle versioni in italiano delle opere in cui ha recitato, Yorick van Wageningen è stato doppiato da:
- Massimo Corvo in Amore senza confini
- Gianluca Tusco in The Chronicles of Riddick
- Luigi Ferraro in Il cammino per Santiago
- Carlo Cosolo in Millennium - Uomini che odiano le donne
- Dario Oppido in Last Summer
- Simone Mori in Blackhat